# Bruce Kangwa
Bruce Kangwa (sinh ngày 24 tháng 2 năm 1988) là một cầu thủ bóng đá người Zimbabwe thi đấu cho Azam ở vị trí hậu vệ trái.

## Sự nghiệp
Kangwa từng thi đấu cho Highlanders và Azam.
Anh ra mắt quốc tế năm 2009, và từng có tên tham dự Cúp bóng đá châu Phi 2017.